# Sophia (Sängerin)

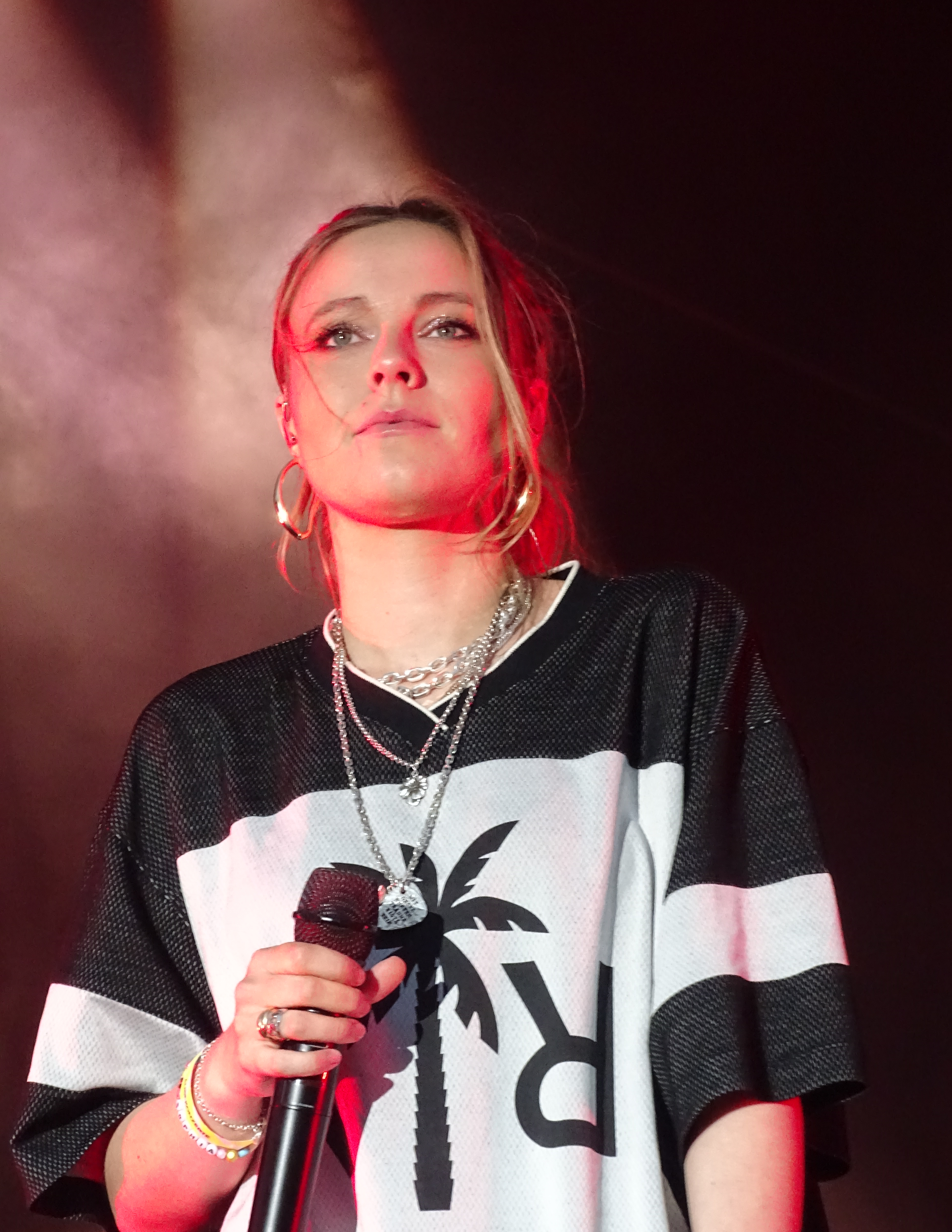
Sophia 2025

Sophia (Eigenschreibweise SOPHIA), bürgerlich Sophia Bauckloh (* 30. Juni 1995 in Wetter), ist eine deutsche Popsängerin und Komponistin aus Wetter in Nordrhein-Westfalen.

## Leben und Karriere
Sophia Bauckloh besuchte das Geschwister-Scholl-Gymnasium Wetter. Ab etwa Anfang 2010 erhielt sie professionellen Gesangsunterricht an einer Musikschule in Wetter-Volmarstein. Im Jahr 2012 nahm sie an der neunten Staffel der Castingshow Deutschland sucht den Superstar teil, wo sie für den „Auslandsrecall“ auf die Malediven kam und dort kurz vor der ersten Live-Show ausselektiert wurde. Nach dem Abitur im Jahr 2013 machte sie eine Ausbildung zur Goldschmiedin.
2021 begann sie, ihre selbst komponierten Songs auf dem Videoportal TikTok und dem sozialen Netzwerk Instagram zu veröffentlichen, wo sie schnell erfolgreich wurden. Einige der dort veröffentlichten Songs schickte Sophia 2021 an das Produzentenduo Achtabahn (Kevin Zaremba und Matthias Kurpiers).
Im September 2021 erschien ihre Debüt-Single Niemals allein, die im Oktober 2021 für drei Wochen in den deutschen Singlecharts war. Die Höchstplatzierung war Rang 89.
Am 28. Januar 2022 veröffentlichte Sophia ihre zweite Single Wenn du die Augen schließt.
Beim ersten Regular-Season-Spiel der NFL in Deutschland sang sie die deutsche Nationalhymne.
Für den Film Vaiana 2 sang Sophia die deutsche Fassung Ich wage den Schritt des von Abigail Barlow und Emily Bear geschriebenen Songs Beyond.

## Diskografie

### Studioalben
| Jahr | Titel Musiklabel                               | Höchstplatzierung, Gesamtwochen, AuszeichnungChartplatzierungen (Jahr, Titel, Musiklabel, Platzierungen, Wochen, Auszeichnungen, Anmerkungen) | Höchstplatzierung, Gesamtwochen, AuszeichnungChartplatzierungen (Jahr, Titel, Musiklabel, Platzierungen, Wochen, Auszeichnungen, Anmerkungen) | Höchstplatzierung, Gesamtwochen, AuszeichnungChartplatzierungen (Jahr, Titel, Musiklabel, Platzierungen, Wochen, Auszeichnungen, Anmerkungen) | Anmerkungen                             |
| Jahr | Titel Musiklabel                               | DE | AT | CH | Anmerkungen                             |
| ---- | ---------------------------------------------- | --- | --- | --- | --------------------------------------- |
| 2023 | Niemals allein Vertigo Records (UMG)           | DE19 (1 Wo.)DE | — | — | Erstveröffentlichung: 24. März 2023     |
| 2024 | Wenn es sich gut anfühlt Vertigo Records (UMG) | DE4 (7 Wo.)DE | AT11 (2 Wo.)AT | CH11 (2 Wo.)CH | Erstveröffentlichung: 6. September 2024 |

### Singles
| Jahr | Titel Album                              | Höchstplatzierung, Gesamtwochen, AuszeichnungChartsChartplatzierungen (Jahr, Titel, Album, Platzierungen, Wochen, Auszeichnungen, Anmerkungen) | Anmerkungen                              |
| Jahr | Titel Album                              | DE | Anmerkungen                              |
| ---- | ---------------------------------------- | --- | ---------------------------------------- |
| 2021 | Niemals allein                           | DE89 (3 Wo.)DE | Erstveröffentlichung: 24. September 2021 |
| 2022 | Schmetterling Niemals allein             | DE— aDE | Erstveröffentlichung: 1. Juli 2022       |
| 2022 | Herz mit dem Pfeil                       | DE— aDE | Erstveröffentlichung: 2. September 2022  |
| 2022 | Sekunde                                  | DE— aDE | Erstveröffentlichung: 11. November 2022  |
| 2023 | Wenn Kometen fallen                      | DE— aDE | Erstveröffentlichung: 24. Februar 2023   |
| 2024 | Wie ein Mädchen Wenn es sich gut anfühlt | DE— aDE | Erstveröffentlichung: 19. Januar 2024    |
| 2024 | Roségold Wenn es sich gut anfühlt        | DE— aDE | Erstveröffentlichung: 8. März 2024       |
| 2024 | Wenn es sich gut anfühlt                 | DE— aDE | Erstveröffentlichung: 26. April 2024     |
| 2024 | Ich sein Wenn es sich gut anfühlt        | DE— aDE | Erstveröffentlichung: 7. Juni 2024       |
| 2024 | So viel schöner Wenn es sich gut anfühlt | DE— aDE | Erstveröffentlichung: 12. Juli 2024      |
| 2024 | Ich dich auch                            | DE— aDE | Erstveröffentlichung: 9. August 2024     |
| 2024 | Sternschnuppen fallen                    | DE— aDE | Erstveröffentlichung: 25. Oktober 2024   |
| 2025 | Träne                                    | DE— aDE | Erstveröffentlichung: 25. April 2025     |
| 2025 | Regen                                    | DE— aDE | Erstveröffentlichung: 13. Juni 2025      |
| 2025 | Alles ist g.u.t.                         | DE— aDE | Erstveröffentlichung: 1. August 2025     |

Weitere Singles
- 2021: Niemals allein (Piano Version)
- 2022: Wenn du die Augen schließt
- 2022: Herz mit dem Pfeil
- 2022: Sekunde
- 2024: Wie ein Mädchen
- 2024: Roségold
- 2024: Wenn es sich gut anfühlt
- 2024: Ich sein
- 2024: So viel schöner
- 2024: Ich wag den Schritt (Vaiana 2)

## Auszeichnungen
- 2022: Goldene Henne in der Kategorie Aufsteiger.[11]